# 欧比尼拉龙斯
欧比尼拉龙斯（法語：Aubigny-la-Ronce，法語發音：[obiɲi la ʁɔ̃s]）是法国科多尔省的一个市镇，属于博讷区。

## 地理
欧比尼拉龙斯（46°59'14"N, 4°36'35"E）面积11.79 平方千米，位于法国勃艮第-弗朗什-孔泰大區科多尔省，该省份为法国中东部省份，北起奥布省，西接涅夫勒省和约讷省，南至索恩-卢瓦尔省，东南接汝拉省，东临上索恩省，东北部与上马恩省接壤。
与欧比尼拉龙斯接壤的市镇（或旧市镇、城区）包括：莫利诺、诺莱、桑托斯、埃皮纳克、赛西、科尔莫-沃希尼翁。

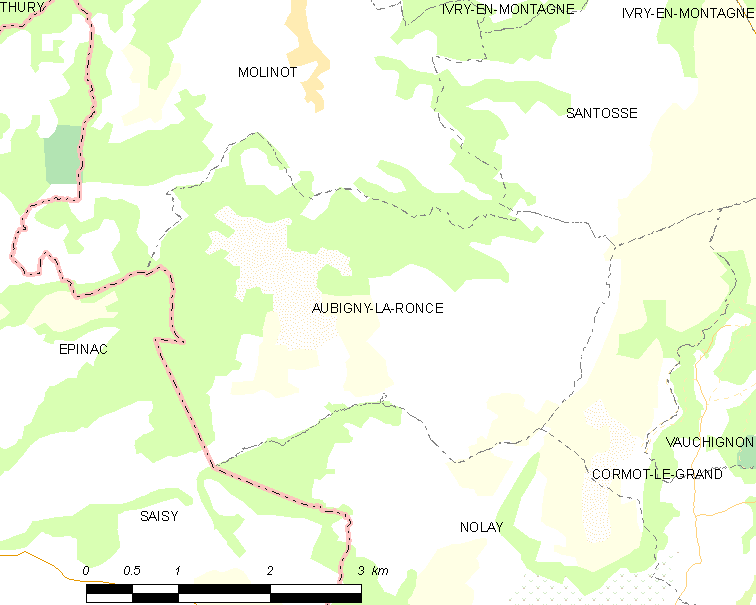
欧比尼拉龙斯的OSM定位图

欧比尼拉龙斯的时区为UTC+01:00、UTC+02:00（夏令时）。

## 行政
欧比尼拉龙斯的邮政编码为21340，INSEE市镇编码为21032。

## 政治
欧比尼拉龙斯所属的省级选区为阿尔奈勒迪克县。

## 人口

1962-2008年间欧比尼拉龙斯人口变化图示

欧比尼拉龙斯于2022年1月1日时的人口数量为170人。